# تروبونين تي

تروبونين

تروبونين تي (بالإنجليزية: Troponin T)‏ هو جزء من مركب التروبونين الذي يتم التعبير عنه في الخلايا العضلية الهيكلية والقلبية. ومجمع تروبونين هو المسؤول عن اقتران دورة انقباض الساركومير إلى اختلافات في تركيز الكالسيوم داخل الخلايا، والنوع الفرعي القلبي من تروبونين تي على وجه الخصوص مفيد في التشخيص المختبري للأزمة القلبية؛ لأنه يتم إطلاقه في مجرى الدم عندما يحدث تلف في عضلة القلب. وتروبونين تي هو جزء من مركب التروبونين، حيث يرتبط بالتروبوميوسين ويساعد على وضعه على الأكتين، ويشكل تقلصًا للعضلة المخططة مع بقية مركب التروبونين.
الأنواع الفرعية الخاصة بالنسيج هي:
- تروبونين تي1 الهيكيلي البطيء (19q13.4, 191041)
- تروبونين تي2 القلبي (1q32, 191045)
- تروبونين تي3 الهيكلي السريع (11p15.5, 600692)

وتشير زيادة مستويات تروبونين بعد حدوث ألم في الصدر إلى احتشاء عضلة القلب.

## القيم المرجعية
الشريحة المئوية الـ99 للحد القاطع لتروبونين تي القلبي هي 0.01 نانوغرام/مل.

## تاريخ
تم اكتشاف تروبونين تي من قِبَل الطبيب الألماني هوجو كاتيوس في جامعة هايدلبرغ، الذي طور أيضا فحص تروبونين تي.
وفي المرضى الذين يعانون من مرض القلب التاجي المستقر، وُجِد أن تركيز التروبونين تي يرتبط ارتباطًا وثيقًا بحدوث الموت القلبي الوعائي وفشل القلب، ولكن كان ذلك قبل عام 2014 قبل أن يتم قبوله كمتنبئ لمن سيعاني لاحقًا من احتشاء عضلة القلب الحاد (النوبة القلبية).

## روابط خارجية
- Troponin+T في المكتبة الوطنية الأمريكية للطب نظام فهرسة المواضيع الطبية (MeSH).